# Кузембетьево
Кузембе́тьево (тат. Хуҗамәт) — село в Мензелинском районе Республики Татарстан, административный центр Кузембетьевского сельского поселения.

## Этимология
Топоним произошёл от антропонима «Хуҗамәт» (Хузямят). 
Предположительно, наименование села связано с именем одного из основателей — Хузямята. 

## География
Село находится на реке Брылык, в 24 км к юго-западу от районного центра — города Мензелинска, в 20 км к юго-востоку от города Набережные Челны. Вдоль села проходит федеральная автомобильная дорога М7 «Москва — Уфа».

## История
Село основано в 1734 году. 
По другим источникам, в этом году село впервые упоминается в документах. 
Первоначально располагалось на правом берегу реки Брылык (Борчалы), напротив села Подгорный Такермен и называлось Борчалы. Позже жители села перебрались на левый берег реки.
До 1860-х годов жители относились к категориям башкир-вотчинников, государственных крестьян и тептярей. Основные занятия жителей в этот период — земледелие и скотоводство, были распространены плетение лаптей, извоз, подёнщина.
В 1762 году отмечено 48 душ тептярей мужского пола, в 1795 году учтены 80 башкир и 78 тептярей, в 1816 году — 109 башкир, 53 тептяря, 9 татар мужского пола. В 1848 году зафиксированы две деревни Кузембетово, в первой в 20 дворах проживали 113 башкир, во второй в 51 дворе — 295 башкир, тептярей и татар. В 1870 году учтены 193 башкира, 207 тептярей и 47 татар, а в 1912 году — 265 башкир, 435 тептярей и 72 государственных крестьянина из татар.
Жители приняли активное участие в Крестьянской войне 1773–1775 годов на стороне Е.И.Пугачёва.
В «Списке населенных мест по сведениям 1870 года», изданном в 1877 году, населённый пункт упомянут как деревня Кузембетева 5-го стана Мензелинского уезда Уфимской губернии. Располагалась при речках Ургуде и Бурчале, на почтовом тракте из Мензелинска в Елабугу, в 24 верстах от уездного города Мензелинска и в 16 верстах от становой квартиры в деревне Кузекеева (Кускеева). В деревне, в 74 дворах жили 447 человек (225 мужчин и 222 женщины, татары, башкиры, тептяри), были мечеть, училище, 2 водяные мельницы, 20 лавок, базары по четвергам. Жители занимались земледелием, скотоводством, плетением лаптей.
В начале XX века в селе функционировали мечеть (известна с 1836 года), мектеб, медресе, 3 водяные мельницы, 2 крупообдирки, кузница, зерносушилка, 20 лавок. С 1870 года по 1929 год в селе по четвергам устраивались базары. По сведениям 1906 года, в селе также действовали пивной магазин и питейное заведение Миннегарая и Ахметвали Саетбатталовых, пункты приема и хранения зерна, шерсти, шкуры. В этот период земельный надел сельской общины составлял 1536,6 десятины.
До 1920 года село входило в Кусекеевскую волость Мензелинского уезда Уфимской губернии. С 1920 года в составе Мензелинского кантона ТАССР. С 10 августа 1930 года село в Мензелинском районе. 
В 1929 году в селе организован колхоз «Корыч кул». С 2006 года село было в составе общества с ограниченной ответственностью «Вамин Чулман».

## Население
| 1795 | 1859 | 1870 | 1897 | 1913 | 1920 | 1926 | 1938 | 1949 | 1970 | 1979 | 1989 | 2002 | 2010 | 2017 |
| ---- | ---- | ---- | ---- | ---- | ---- | ---- | ---- | ---- | ---- | ---- | ---- | ---- | ---- | ---- |
| 149  | 396  | 447  | 753  | 1081 | 840  | 545  | 568  | 504  | 725  | 942  | 880  | 864  | 786  | 814  |

Национальный состав села — татары.

## Экономика
Жители села работают в крестьянских фермерских хозяйствах, в  ООО «Органик Групп» (с 2015 г.), АО «Кузембетьевский ремонтно-механический завод» (с 1949 г.), занимаются полеводством, мясо-молочным скотоводством.

## Инфраструктура
В селе действуют средняя школа (с 1929 г. как начальная), дом культуры (с 1968 года, с 2011 года работает фольклорный ансамбль), детский сад (с 1982 года), фельдшерско-акушерский пункт (с 2014 года), библиотека.

## Религия
Мечеть (с 1991 года).